# アクシズのハマーンさん
『アクシズのハマーンさん』は、井上行広作の漫画。
本作は角川書店の漫画雑誌『ガンダムエース』で連載された、同誌連載の『機動戦士ガンダム C.D.A. 若き彗星の肖像』（北爪宏幸・作）のパロディ作品である。2006年7月号で連載を終了したが、『ガンダムエース増刊・ガンダムエーススペシャル』で新作が断続的に掲載された。

## あらすじ
アクシズに住む少女ハマーンさんの身の回りで、様々な事件が起こる。あるいは、ハマーンさんがみずからさまざまな事件を起こす。

## おもな登場人物
各キャラクターの外見は『機動戦士ガンダム C.D.A. 若き彗星の肖像』に準じているが、内面と言動はまったく準じていない。
ハマーンさん
小惑星基地アクシズで暮らす少女。同じくアクシズに身を寄せるシャア大佐に激しい恋愛感情を持ち、猪のようなただならぬ殺気とともにあの手この手でアタックを繰り返す。
新型モビルスーツの開発などにも参加しているらしいが、基本的にやることもなく、アクシズ内をいつもうろついており、先々で事件に巻き込まれたりする。
『機動戦士ガンダム C.D.A. 若き彗星の肖像』でのハマーンの髪型変更にともない、途中で髪型が変わる。
ナタリー中尉
アクシズの女性士官。ハマーンの世話役にして親友。しばしばハマーンと行動をともにし、事件に巻き込まれたり、事件を起こしたりする。
つねにハマーンを支え続ける優しい性格だが、同じくシャアを激しく好いており、その点ではハマーンのライバルでもある。シャアと結ばれるためにハマーンを亡き者としようとする場面もある。
軍装のときだけ髪型をオールバックにする。
シャア大佐
通称「赤い彗星」。ジオン軍のエースパイロット。一年戦争終結後、アクシズの居候となる。
ハマーンの激しいアタックに追い回され、気の休まらない日々を送る。その美貌から、ハマーン以外にも多くの女性に好かれている。
マハラジャ提督
ハマーンの父にして、アクシズの一番偉い人物で、鼻と顎に髭をたくわえた、いかつい男。
しかし、とくに何もすることがなく、部屋で放心したり、ゲームをしたり、アクシズ内をうろついたりしていて、ときおり部下からも敬語を使われることもなく、非常にフランクな態度で接されている。
ハマーンを溺愛しており、シャアにライバル心を燃やす。
また、髭が本体らしく、くしゃみした反動で取れ、ゴキブリのように動きシャア大佐に取り付く場面がある。
セラーナ
ハマーンの妹。普段はおっとりとした性格だが、実はハマーンよりしっかり者。やはりシャアに好意を持つ。
ハマーンと力を合わせれば通常の40倍の力が出るらしいが、理屈は不明。
オクサーナ
サイド3からやって来た金髪の美女。女性キャラクターはデフォルメされた体型で表現されるこの作品の中で、唯一リアルな八頭身で描かれるほどの長身。
「でーす」など語尾を伸ばす、いわゆる外国人風の話しかたをする。やはりシャアに好意を持ち、ハマーンにライバル心を燃やし燃やされる。その巨体を生かした戦闘能力は凄まじく、ハマーンに「力自慢のオクサーナ」などと恐れられる。
エンツォ大佐
アクシズの二番目に偉い人物。攻めと革新の急進派代表として、守りと堅実の穏健派代表であるマハラジャに対抗心を持つ、いかつい男。ラカンとマルコとつるんでいることが多い。
健康第一の肉体派で、死に至るほどの筋力トレーニングを欠かさない。よく軍服を脱ぎその肉体美を見せつけたがるため、ハマーンさんたちには煩わしく思われている。
ファビアン少尉
モビルスーツのパイロット。大変な美形で、アクシズの多くの女性たちから人気がある。
しかしそれが理由で、嫉妬したマハラジャやエンツォから嫌がらせを受けることになる。シャアとは馬が合う様子で、嫌がらせの仕返しと言わんばかりに埋蔵金の話をでっち上げ、マハラジャを騙して泣かそうとするが、埋蔵金のことで狂気じみたマハラジャと、マハラジャには見られてはいけないものを先回りして処分せんと狂気じみたハマーンたちに追われるはめになり、シャアと共に怯えて泣きながら逃走する。
ミネバちゃん
一年戦争で戦死したドズルの娘。まだ生まれて間もないが、3歳にしてスーパーゲーマーという一面があり、マハラジャの案でアクシズゲームに出場するはめになったシャアを操縦し、マシュマーの操縦するアンディやセラーナの操縦するハマーンに勝利させる。
アンディさんとリカルドさん
一年戦争時代のシャアの部下。ハマーンをライバル視している。
自分たちこそがシャアに似合うと主張し、シミュレーションでハマーンに戦いの恐ろしさを思い知らせようとするが、ハマーンの駆るシュネー・ヴァイスに瞬殺され、あげくの果てには「百戦錬磨とか言う割には拍子抜けね」と罵倒される。
ジョルジュ・ミゲル
ナナイ・ミゲルの兄。ナナイに「探偵みたいでかっこいい」と言われ、探偵に転職するが、エンツォたちに鍋を食べさせられ、すぐに転職する。

## 単行本
『アクシズのハマーンさん』
第1巻。2006年8月初版発行。ISBN 4-04-713845-2。
月刊連載時の第1話「出ました! ハマーンさん」から最終話「ハマーンさん、宇宙に消ゆ?!」までのうちの20話と、描き下ろし「アクシズNo.1メイドさん誕生?!」の計21話を収録。
その他、フルカラーの扉絵と登場人物紹介ページ、北爪宏幸の応援コメント、おまけの漫画（後書き）を1ページずつ収録している。
『またまたアクシズのハマーンさん』
第2巻。2008年3月初版発行。ISBN 4-04-715036-3。
月刊連載時の第1巻未収録分と、「ガンダムエーススペシャル」掲載分、描き下ろし『やっぱりお花見も命懸け!?』の計19話を収録。
その他、おまけの4コマ漫画と、おまけの漫画（後書き）を収録している。